# Donald Norcross
Donald W. Norcross (Camden, 13 dicembre 1958) è un politico statunitense, membro della Camera dei Rappresentanti per lo stato del New Jersey.

## Biografia
Nato e cresciuto nel New Jersey, dopo il college Norcross entrò in politica con il Partito Democratico.
Nel 2009 venne eletto all'interno dell'Assemblea Generale del New Jersey, ma pochi giorni dopo il suo insediamento venne nominato al Senato di stato del New Jersey come rimpiazzo di Dana Redd, eletta sindaco di Camden. Norcross venne poi eletto anche dai cittadini e riconfermato per due mandati.
Nel 2014 quando il deputato democratico Rob Andrews lasciò la Camera dei Rappresentanti durante il mandato, Norcross prese parte alle elezioni speciali per assegnare il suo seggio e riuscì a vincere divenendo deputato.